# Александр VIII
Алекса́ндр VIII (лат. Alexander PP. VIII; в миру Пье́тро Ви́то Оттобо́ни, итал. Pietro Vito Ottoboni; 22 апреля 1610[…], Венеция — 1 февраля 1691[…], Рим) — папа римский с 6 октября 1689 года по 1 февраля 1691 года.

## Ранние годы
Пьетро Оттобони родился 22 апреля 1610 года в Венеции, в семье канцлера Венецианской Республики Марко Оттобони и его жены, Виктории Торниелли. Получил юридическое образование в университете в Падуе, где в 1627 году получил докторскую степень в области канонического и гражданского права.
Он отправился в Рим во время понтификата папы Урбана VIII (1623—1644) и был назначен им губернатором Терни, Риети и Сполето. Четырнадцать лет он служил в качестве аудитора папского двора. По просьбе Венецианской республики в 1652 году Оттобони был назначен кардиналом и епископом Брешии (1654—1664), где спокойно провел следующее десятилетие. В 1683 году он стал епископом Санта-Сабины и Фраскати, а в 1687 году — Порту и Санта-Руфины.

## Понтификат
Посол Людовика XIV (1643—1715) добился избрания Оттобони 6 октября 1689 года в качестве преемника папы Иннокентия XI (1676—1689). Он выбрал имя Александра в знак благодарности кардиналу Флавио Киджи, племяннику Александра VII, который также поддержал его кандидатуру. Благодаря французской протекции, в период понтификата Александра VIII отношения с Францией значительно улучшились. Тем не менее, после нескольких месяцев переговоров Александр VIII, наконец, осудил заявление, сделанное в 1682 году французским духовенством, касавшееся свободы галликанской церкви.
Александру VIII было почти восемьдесят лет на момент избрания на папский престол. Его папство продолжалось всего шестнадцать месяцев и практически ничем не запомнилось. Людовик XIV в этот период вернул папе Авиньон.

### Финансовые споры
Масштабная благотворительность и кумовство исчерпали папскую казну, перечеркнув экономную политику предшественника Александра, Иннокентия XI. 
После избрания на папский престол Александр VIII вернулся к практике непотизма, назначив кардиналами двоих Оттобони, Марко и Пьетро. Двадцатидвухлетний кардинал Пьетро Оттобони был известным покровителем театра. Марко был сделан инспектором военно-морских укреплений и герцогом Фиано. Племянник папы Джованни Рубин стал государственным секретарем епископа Виченцы. Из сострадания к бедным, папа стремился помочь им путём снижения налогов. Однако недобросовестные чиновники стали этим пользоваться и присваивать ценности, адресованные бедным, что только дискредитировало папство.
Папа купил книги и рукописи шведской королевы Кристины для библиотеки Ватикана. Он также оказал помощь Речи Посполитой и Венецианской республике в их борьбе с Османской империей, отправив семь галер и 2000 пехоты для кампании в Албании.

## Смерть
Александр VIII скончался 1 февраля 1691 года. Его грандиозное надгробие в соборе Святого Петра было заказано его внучатым племянником, кардиналом Пьетро Оттобони, и разработано графом Арриго ди Сан-Мартино. Барельеф в основании и фланговые фигуры (1704) были выполнены скульптором Анджело де Росси, а бронзовая статуя папы была отлита Джузеппе Бертози.